# Willekin Pape
Willekin (Wilke) Pape (* in Lübeck; † 2. März 1348 in Avignon) war ab 1332 Schweriner Domherr, ab 1347 gewählter Bischof von Schwerin und ein Sohn des Lübecker Bürgermeisters Arnold Pape.

## Leben
Nach dem Tod von Bischof Heinrich I. von Bülow wählte 1347 das Schweriner Domkapitel aus seiner Mitte den Kanonikus Willekind Pape als Nachfolger. Der Wahltag und sonstige nähere Umstände sind unbekannt. Der Electus war ein Sohn des Lübecker Bürgermeisters Arnold Pape. Auch sein Bruder Hinrich war dort Ratsherr und Bürgermeister.
Am 22. Oktober 1325 übertrug Papst Johannes XXII. dem aus Lübeck stammenden Willekin Pape ein Kanonikat am Dom in Hamburg, reservierte ihm seine Pfründe und erteilt den Auftrag, ihn in dieses Amt einzusetzen. Schon am 3. Mai 1326 wurde er abermals durch Päpstliche Ernennung unbeschadet dieser Tatsache auch Canonicus mit Anwartschaft auf eine Praebende im Schweriner Domkapitel. Am 4. Oktober 1329 reservierte ihm der Papst noch eine höhere Würde im Schweriner Domkapitel, obwohl er hier und in Hamburg Domherrenstellen mit Anwartschaft auf Pfründen schon besaß. Am 29. Juni 1332 wurde er als Schweriner Domherr mit der Ausführung einer päpstlichen Provision beauftragt. 
1345 rückte Willekin Pape im Hamburger Domkapitel in die Würde eines Cantors auf und am 19. März 1346 wurde er Inhaber der Schweriner Präbende zu Gagezow.
Auf dem Gebiet der Rechtspflege schien Kanonikus Pape besondere Kenntnisse erworben zu haben. Er war für die Kapitel, denen er angehörte, aktiv tätig. So als Prokurator im Kampf des Bremer Erzbischofs, seiner Suffragane und Domkapitel, auch in Hamburg, gegen die Übergriffe der Bettelmönche. In den Streitsachen zwischen dem Domkapitel und der Stadt Hamburg 1333 sowie 1334 im Prozess um die Besetzung der Pfarrei Stralsund war er tätig. Das Vertrauensverhältnis zum Kanonikus Pape im Bistum Schwerin war mit ein Grund, ihn zum Nachfolger des 1347 verstorbenen Bischof Heinrich von Bülow zu wählen. Zur Erlangung der Bestätigung begab sich Electus Pape persönlich nach Avignon zur päpstlichen Kurie, konnte sich aber nicht gegen den vom Papst Clemens VI. providierten Andreas von Posen durchsetzen.
Willekin Pape starb am 2. März 1348 am päpstlichen Hof in Avignon, ohne die erstrebte päpstliche Bestätigung als Bischof von Schwerin erlangt zu haben. Seine innegehabten Kanonikate und Pfründe wurden unter Hinweis auf den jüngst am päpstlichen Hofe geschehenen Tode desselben am 29. April 1348 neu vergeben.